# Marian Zabłocki
Marian Zabłocki (ur. 1 lutego 1924 w Jarosławiu, zm. 20 stycznia 2011 w Krakowie) – polski naukowiec, prof. dr hab. inż., specjalista silników spalinowych, związany z Politechniką Krakowską.

## Życiorys
Syn Wincentego Zabłockiego herbu Łada (agronoma, absolwenta Akademii Rolniczej w Dublanach, weterana pierwszej wojny światowej) i Olgi z d. Trusz, nauczycielki, pochodzącej z inteligenckiej rodziny rusińskiej; jej wujem i ojcem chrzestnym Mariana był Cyryl Czerlunczakiewicz. Dzieciństwo spędził w Szówsku k. Jarosławia, gdzie jego ojciec sprawował funkcję zarządcy tamtejszych dóbr ks. Witolda Czartoryskiego (1864–1945). Następnie rodzina przeprowadziła się do Jarosławia, gdzie w okresie okupacji ukończył Państwową Szkołę Budownictwa.
Po zakończeniu drugiej wojny światowej podjął studia na Wydziale Komunikacji Akademii Górniczej w Krakowie, które ukończył w 1951, od 1946 pracując jako asystent w Katedrze Silników Samochodowych i Lotniczych. W latach 1953–1954 był słuchaczem studiów uzupełniających w zakresie fizyki doświadczalnej na Uniwersytecie Jagiellońskim. W roku 1961 uzyskał stopień doktora nauk technicznych na Wydziale Mechanicznym Politechniki Krakowskiej (rozprawa doktorska „Przystosowanie silnika wysokoprężnego do napędu dwupaliwowego, a to olejem napędowym i gazem generatorowym”), w 1965 wydał rozprawę habilitacyjną „Zagadnienia spalania w silnikach dwupaliwowych z zapłonem samoczynnym, zasilanych paliwem ciekłym i gazowym”. W 1974 r. został profesorem nauk technicznych.
Szczególne zasługi położył na polu badań nad silnikami wysokoprężnymi, toksycznością spalin oraz stosowaniem paliw alternatywnych; w tych dziedzinach był uznanym autorytetem międzynarodowym. Aktywnie współpracował z polskimi zakładami przemysłu motoryzacyjnego (m.in. WSK Mielec, ZM Wola, WSW Andrychów) i zagranicznymi (głównie niemieckimi i austriackimi) jednostkami badawczo-naukowymi. Na jego dorobek naukowy składa się m.in. 11 monografii, 7 książek o tematyce silnikowej, 6 patentów i kierowanie 9 projektami Komitetu Badań Naukowych.
Związany z Politechniką Krakowską od początków jej istnienia, prof. Zabłocki był wieloletnim kierownikiem jej Zakładu Silników Wysokoprężnych, sprawował też m.in. funkcje prodziekana Wydziału Mechanicznego PK i dyrektora Instytutu Pojazdów Samochodowych i Silników Spalinowych tamże.
Od 1968 przewodniczący Sekcji Silników Spalinowych przy Oddziale Wojewódzkim SIMP w Krakowie, w latach 1975–1984 członek Rady Głównej NOT, od 1981 przewodniczący Komisji Motoryzacji PAN, przewodniczący Komisji Naukowo-Problemowej Motoryzacji PAN w Krakowie w l. 1981–1996, w l. 1995–2004 pracownik Instytutu Nafty i Gazu; członek Międzynarodowej Rady Silników Spalinowych CIMAC oraz jeden z twórców i sekretarz Polskiego Komitetu Krajowego CIMAC w l. 1977–1996. Członek Rad Naukowych Instytutu Lotnictwa, Przemysłowego Instytutu Motoryzacji oraz przy Ministrze Przemysłu Maszynowego.
Odznaczony Złotym Krzyżem Zasługi (1973), Krzyżem Kawalerskim Orderu Odrodzenia Polski (1977), Medalem Komisji Edukacji Narodowej (1977) oraz licznymi odznakami NOT, SIMP i zakładów przemysłowych; laureat nagród ministra nauki i szkolnictwa wyższego oraz ministra przemysłu maszynowego.
Pochowany na cmentarzu Rakowickim w Krakowie, w grobowcu rodzinnym.

## Publikacje książkowe
- Dwupaliwowe silniki z zapłonem samoczynnym napędzane paliwem ciekłym i gazowym, Wydawnictwo Naukowo-Techniczne, Warszawa 1969
- Wtrysk i spalanie paliwa w silnikach wysokoprężnych, Wydawnictwa Komunikacji i Łączności, Warszawa 1976
- Filtry paliwa silników wysokoprężnych: budowa i eksploatacja (z T. Siutą), Wydawnictwa Komunikacji i Łączności, Warszawa 1979